# Čolponata
Čolponata (Kirgizisch: Чолпоната; Čolponata of Cholponata), ook bekend onder de oude Russische schrijfwijze Tsjolpon-Ata (Russisch: Чолпон-Ата; ook gespeld met de Engelse transliteratie Cholpon-Ata) is een stad (shaar) en resort ten noorden van het meer Ysykköl in de oblast Ysykköl van Kirgizië. De plaats had 12.100 inwoners op 1/1/2015, waarmee het de vierde plaats naar inwonertal aan het meer is. De plaats is gelegen tussen een aantal met sneeuw bedekte pieken van de Tiensjan. In de plaats bevinden zich sanatoria, hotels en gasthuizen, die gericht zijn op de toeristen die de omgeving vooral in de zomer bezoeken.
Čolponata heeft een eigen luchthaven (Kirgizisch: Чолпон-Ата аэропорту; Engels: Cholpon-Ata Airport), die concurrentie ondervindt van de luchthaven Issyk-Kul (Kirgizisch: Ысык-Көл эл аралык аэропорту; Engels: Issyk-Kul International Airport) in het meer westelijk gelegen dorp Tamtsji (Kirgizisch: Тамчы; Engels: Tamchy).

## Geschiedenis
Ten noorden van de stad liggen velden met duizenden keien met petroglieven, die zijn gedateerd op de periode van de 5e eeuw v.Chr. tot de 1e eeuw na Chr en waarschijnlijk werden gemaakt door het Scythische volk der Saken. Op de stenen staan afbeeldingen van wolven, Siberische steenbokken, geiten, paarden, sneeuwpanters, offers en jachtscènes op de eerder genoemde dieren.
Bij de stad liggen een aantal ruïnes uit de 10e tot 12e eeuw, toen de plaats aan een van de handelswegen van de zijderoute lag.
In de Sovjettijd werd de plaats ontwikkeld tot een badplaats voor de duizenden Sovjettoeristen (vooral Russen) die hier vooral met massale groepsreizen naartoe kwamen. Toen in 1989 een lorry met cyanide in het meer viel en het water zwaar vervuild raakte, daalde het aantal toeristen sterk. Na het uiteenvallen van de Sovjet-Unie 2 jaar later stortte de toerisme-industrie in en werd de plaats meer een vakantieoord voor individuele toeristen uit de regio, vooral Kirgiezen, Kazachen en Oezbeken. Ex-president Askar Akajev had er een presidentieel paleis.
De infrastructuur en gebouwen van de plaats zijn sterk verouderd sinds de Sovjettijd. Sinds het begin van de 21e eeuw is de plaats bezig weer op te krabbelen met geld van onder andere Chinese investeerders.

## Bezienswaardigheden

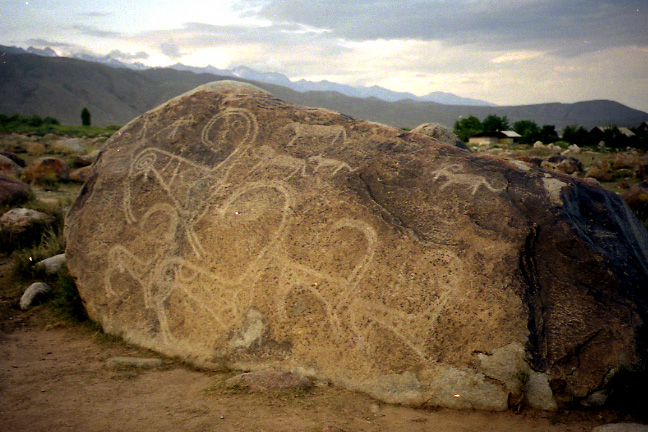
Een van de vele petroglieven op keien in de buurt van de stad, die vaak de jacht op nu uitgestorven of bedreigde diersoorten tonen

In de plaats bevinden zich een lokale voedselmarkt, een jachtclub voor tochten over het water, een paardenrenbaan, een grote paardenfokkerij en twee musea; een met archeologische vondsten uit de regio en de vallei van de Chü, muziekinstrumenten, traditioneel handwerk, exposities over de Manas-epos en de belangrijkste Kirgizische schrijver Čyňgyz Ajmatov en een over de Kazachse Sovjetschrijver Muchtar Äwezov.
Ten noorden van de stad liggen naast de eerder genoemde petroglieven ook de Chon-Koi-Suukloof met de waterval Kyzyl Beirel en ten zuiden van de stad ligt iets uit de kust het gezonken dorp Chengu "rode vallei", de hoofdstad van de Usun in de 2e eeuw v.Chr., dat in 1956 werd onderzocht door Sovjetwetenschappers. Er werden keramieken pijpen, bronzen pijlpunten, ijzeren messen en mensen- en dierenbotten opgedoken, terwijl iets oostelijker, bij de dorpen Korumdu en Temir en de haven van Grigor'evka, fragmenten van potten uit de bronstijd werden gevonden.